# Galliera
Galliera (Galîra in dialetto bolognese settentrionale) è un comune italiano sparso di 5 686 abitanti della città metropolitana di Bologna in Emilia-Romagna. Fa parte dell'Unione Reno Galliera.
Il comune è composto da tre centri abitati principali: il capoluogo comunale San Venanzio, la frazione di Galliera e la località di San Vincenzo.

## Storia
A San Venanzio nacque nel 1901 Onorato Malaguti, dirigente sindacale comunista, che si autoesiliò in Belgio durante il ventennio fascista.
Tra la fine del XIX e l'inizio del XX secolo, a Galliera si assistette alla creazione di vasti possedimenti terrieri, ad opera di latifondisti come Antonio Bonora (1859-1921), Giuseppe Vittorio Venturi (1860-1936) e dei figli di quest'ultimo, Brenno (1885-1961) ed Enea Venturi. Costoro bonificarono molti ettari di terreni, adottarono tecniche moderne di aratura e concimazione e incentivarono la coltivazione del riso. Le risaie di Galliera furono però teatro, sia nel primo sia nel secondo dopoguerra, di lunghi scioperi e dure lotte sociali.
Il comune è stato colpito dai terremoti dell'Emilia del 2012, che hanno provocato varie lesioni agli edifici e alle strutture agricole.

### Simboli

Gonfalone civico

Lo stemma, il gonfalone e la bandiera del comune di Galliera sono stati concessi con decreto del presidente della Repubblica del 9 aprile 2008.
Il gonfalone è un drappo partito di verde e di rosso.

La bandiera è un drappo partito di verde e di rosso, caricato dello stemma comunale.

## Monumenti e luoghi d'interesse

### Architetture religiose
- Pieve dei Santi Vincenzo e Anastasio (chiesa parrocchiale della frazione di San Vincenzo)
- Chiesa parrocchiale di San Venanzio, dove si venerano da secoli San Venanzio di Camerino e Santa Filomena martire romana
- Chiesa di Santa Maria (chiesa parrocchiale di Galliera antica frazione)
- Santuario della B.V. Addolorata della Coronella
- Torre medioevale di Galliera

### Aree naturali
Parte del territorio comunale è compreso nel sito di interesse comunitario e zona di protezione speciale "Biotopi e Ripristini ambientali di Bentivoglio, S. Pietro in Casale, Malalbergo e Baricella" (IT4050024).

## Geografia antropica
I tre centri abitati principali sono:
- San Venanzio, capoluogo comunale; è noto anche come Galliera capoluogo (località postale «Galliera» o «San Venanzio»).
- Galliera, frazione che dà il nome al comune in quanto ne è stata il capoluogo durante l'ultimo secolo. Essa è nota anche come Galliera località antica (località postale «Galliera frazione»).
- San Vincenzo (località postale omonima). La frazione comprende anche una zona industriale ed il nuovo abitato del paese è situato nel luogo in cui, in epoca medievale, sorgeva il borgo detto del Manzatico.

Il comune comprende anche varie località quali:
- Bosco (località postale omonima).
- Piave
- San Prospero (borgo bombardato e distrutto insieme alla chiesa di San Giovanni Battista nel 1944, durante il secondo conflitto mondiale)
- Borgo
- Ghetto Sirino
- Ghetto Milanesi
- Case Reggiani
- Morellazzo
- Tombetta
- Cucco
- Muzcron
- Bisana

## Amministrazione
- Classificazione climatica: zona E, 2332 GR/G

Di seguito è presentata una tabella relativa alle amministrazioni che si sono succedute in questo comune.
| Periodo        | Periodo        | Primo cittadino    | Partito | Carica  | Note   |
| -------------- | -------------- | ------------------ | --- | ------- | ------ |
| 15 luglio 1985 | 14 giugno 1999 | Fausto Neri        | lista civica di sinistra                                                                                             | Sindaco | [ 10 ] |
| 14 giugno 1999 | 8 giugno 2009  | Giuseppe Chiarillo | lista civica di sinistra                                                                                             | Sindaco | [ 10 ] |
| 8 giugno 2009  | 26 maggio 2019 | Teresa Vergnana    | lista civica (PD e SEL)                                                                                              | Sindaco | [ 10 ] |
| 27 maggio 2019 | 9 giugno 2024  | Stefano Zanni      | lista civica Uniti per Galliera formata da esponenti di Forza Italia, Lega, Fratelli d'Italia ed ex esponenti del PD | Sindaco | [ 10 ] |
| 10 giugno 2024 | in carica      | Stefano Zanni      | lista civica di centrodestra "Uniti per Galliera"                                                                    | Sindaco | [ 10 ] |

## Società

### Evoluzione demografica
Abitanti censiti

### Etnie e minoranze straniere
Al 31 dicembre 2023 la popolazione straniera era di 708 persone, pari all'11,62% della popolazione.